# Izabella Starzec
Izabella Karina Starzec de domo Filc – polska dziennikarka muzyczna, krytyczka sztuki oraz nauczycielka akademicka, doktor nauk humanistycznych.

## Biografia
Izabella Starzec urodziła się we Wrocławiu jako córka śpiewaczki operowej Anny Filc (1936–2003) i kompozytora Jerzego Filca (1933–2021).
W 1987 roku ukończyła studia z zakresu pedagogiki wokalnej na Wydziale Wokalno-Aktorskim Akademii Muzycznej im. Karola Lipińskiego we Wrocławiu, zdobywając tytuł magistra sztuki. Następnie, kontynuując naukę na Wydziale Kompozycji, Dyrygentury i Teorii Muzyki tej samej uczelni, ukończyła z wyróżnieniem teorię muzyki w 1992 roku. Stopień doktora nauk humanistycznych zdobyła z wyróżnieniem w 2012 roku, broniąc rozprawy doktorskiej pt. „Dziennikarstwo muzyczne w TVP Wrocław w latach 1994–2010” na Uniwersytecie Zielonogórskim, pod kierunkiem prof. Włodzimierza Sulei. Praca doktorska Izabelli Starzec ukazała się drukiem w formie monografii w 2014 roku.
Jako dziennikarka Izabella Starzec współpracowała z wrocławskim oddziałem Polskiego Radia, telewizją TVP3 Wrocław, a także tytułami prasowymi takimi jak „Ruch Muzyczny” „Jazz Forum”, „Gazeta Wrocławska” czy „Gazeta Wyborcza”. Prowadzi cykliczne programy muzyczne, transmisje koncertów, a także studia festiwalowe Międzynarodowego Festiwalu Wratislavia Cantans i Międzynarodowego Festiwalu Chopinowskiego w Dusznikach-Zdroju. Wśród instytucji, z którymi współpracowała Starzec, znajdują się m.in. Filharmonia Łódzka, Filharmonia Szczecińska, Filharmonia Lubelska, Narodowe Forum Muzyki czy Strefa Kultury Wrocław.
Izabella Starzec była rzecznikiem prasowym Teatru Muzycznego – Operetki Wrocławskiej (obecnie Teatr Muzyczny „Capitol”; 2001–2003) oraz wrocławskiej Akademii Muzycznej (2003–2006). Przez krótki czas była dyrektorką biura poselskiego Aldony Młyńczak, a w latach 2014–2018 pracowała jako główna specjalistka ds. muzyki w Wydziale Kultury Urzędu Miejskiego Wrocławia.
Jako pedagog nauczała muzyki m.in. w Liceum Muzycznym we Wrocławiu i Państwowej Szkole Muzycznej II st. im. Ryszarda Bukowskiego. Wykładała przedmioty związane z m.in. teorią muzyki, instrumentoznawstwem, pracą dziennikarza telewizyjnego, emisją głosu na wrocławskiej Akademii Muzycznej, w instytutach Dziennikarstwa i Komunikacji Społecznej oraz Muzykologii Uniwersytetu Wrocławskiego, a także, jako adiunkt, w Dolnośląskiej Szkole Wyższej. Jest również lektorką akademicką języka angielskiego.

## Wybrane publikacje
- 2015: Ewolucja roli i zadań telewizyjnego dziennikarza muzycznego. Analiza badań programów muzycznych 1994-2010, w: O współczesnym dziennikarstwie: sztuka i polityka
- 2015: Muzyka polska w publicznych mediach radiowo-telewizyjnych, w: Muzyka polska
- 2014: Warsztaty krytyki jazzowej okiem praktyka – Jazztopad 2013, w: Jazz w kulturze polskiej
- 2014: Dziennikarstwo muzyczne w TVP Wrocław w latach 1994–2010
- 2013: Programy muzyczne i dziennikarstwo muzyczne w TVP Wrocław w latach 1962–2010, w: Zeszyty Prasoznawcze
- 2011: Życie muzyczne Wrocławia i Dolnego Śląska z perspektywy telewizyjnego magazynu muzycznego „Tuba” (1989–1999)